# Malorie Blackman

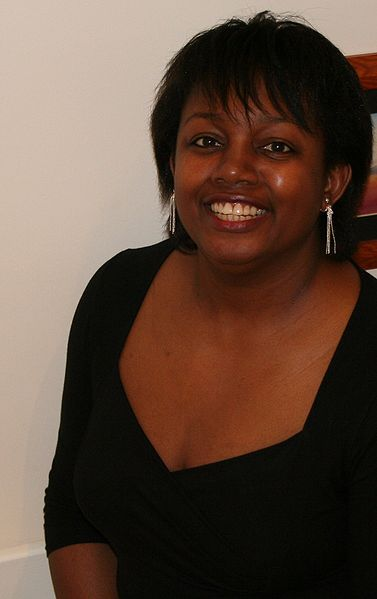
Malorie Blackman (2007)

Malorie Blackman OBE (* 8. Februar 1962 in Clapham, London) ist eine britische Autorin. Sie wurde zum Children’s Laureate 2013–2015 ernannt.
Malorie Blackman übte vor ihrer Karriere als Autorin verschiedene Berufe aus. Neben einer Tätigkeit als Datenbankmanagerin, Systemprogrammiererin, Empfangsdame, Angestellte einer Catering-Firma war sie als Verkäuferin tätig. In dieser Zeit unternahm sie viele Reisen, die ihre spätere literarische Ausrichtung prägten.
Heute ist sie hauptberufliche Autorin und schreibt in erster Linie Kinderbücher. Sie hat mehr als 70 Bücher veröffentlicht, von denen einige verfilmt wurden. Weiter erhielt sie für ihre Arbeit zahlreiche Preise.
Die begeisterte Klavier-, Saxofon- und Computerspielerin Malorie Blackman lebt mit ihrem Mann und ihrer Tochter in London.
Ihr 2008 auf Deutsch erschienenes Werk Himmel und Hölle („Noughts & Crosses“, 2001) erregte großes Aufsehen. Das Buch behandelt das Thema Rassismus aus ungewöhnlicher Sicht: Die unterdrückten Menschen sind Weiße.

## Werke (Auswahl)
- Not So Stupid!, 1990
- Elaine, You’re a Brat!, 1991

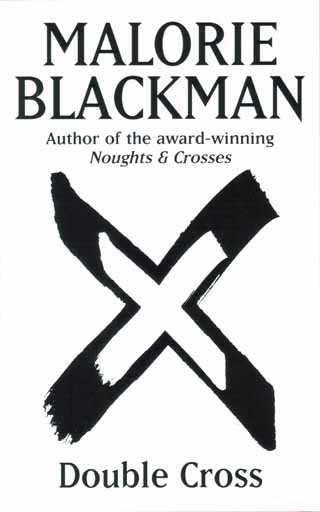
Das Cover von Double Cross

- Girl Wonder and the Terrific Twins (illustriert von Pat Ludlow), 1991
- That New Dress (illustriert von Rhian Nest James), 1991
- Betsey Biggalow is Here! (illustriert von Lis Toft), 1992
- Betsey Biggalow, the Detective (illustriert von Lis Toft), 1992
- Girl Wonder’s Winter Adventures (illustriert von Lis Toft), 1992
- Hacker, 1992

- WH Smith's Mind-Boggling Book Award 1994
- Young Telegraph/Gimme 5 Children’s Book of the Year Award 1994

- Trust Me, 1992
- Betsey Biggalow: Hurricane Betsey (illustriert von Lis Toft), 1993
- Crazy Crocs (mit Alexander McCall Smith und Sally-Ann Lever), 1994
- Girl Wonder to the Rescue (illustriert von Lis Toft), 1994
- Magic Betsey! (illustriert von Lis Toft), 1994
- My Friend’s a Gris-Quok (illustriert von Philip Hopman), 1994
- Rachel and the Difference Thief (illustriert von Kim Harley), 1994
- Rachel versus Bonecrusher the Mighty, 1994
- Jack Sweettooth the 73rd, 1995
- Mrs Spoon’s Family (illustriert von Jan McCafferty), 1995
- Operation Gadgetman!, 1995
- The Space Stowaway, 1995
- Thief!, 1995
- Whizziwig (illustriert von Stephen Lee), 1995
- A.N.T.I.D.O.T.E, 1996
- Betsey Biggalow: Betsey’s Birthday Surprise (illustriert von Lis Toft), 1996
- Grandma Gertie’s Haunted Handbag (illustriert von David Price), 1996
- Peril on Planet Pellia (illustriert von Patrice Aggs), 1996
- The Mellion Moon Mystery (illustriert von Patrice Aggs), 1996
- The Quasar Quartz Quest (illustriert von Patrice Aggs), 1996
- The Secret of the Terrible Hand (illustriert von Patrice Aggs), 1996
- Computer Ghost, 1997
- Don't Be Afraid, 1997
- Out of This World, 1997
- Pig-heart Boy, 1997

- UKRA Award Winner 1998
- Wirral Children’s Paperback of the Year Award 1999
- BAFTA for the Best Children’s Drama 2000

- Space Race (illustriert von Colin Mier), 1997
- Aesop’s Fables (nacherzählt mit Illustrationen von Patrice Aggs), 1998
- Fangs (illustriert von Tony Blundell), 1998
- Lie Detectives, 1998
- Words Last Forever, 1998
- Animal Avengers (illustriert von Stik), 1999
- Dangerous Reality, 1999
- Dizzy’s Wak (illustriert von Pamela Venus), 1999
- Forbidden Game, 1999
- Hostage (illustriert von Derek Brazell), 1999
- Marty Monster (illustriert von Kim Harley), 1999
- Peacemaker and Other Stories (illustriert von Peter Richardson und David Hine), 1999
- Whizziwig Returns (illustriert von Stephen Lee), 1999
- Tell Me No Lies, 2000
- Anansi and the Rubber Man, 2001
- I Want a Cuddle! (illustriert von Joanne Partis), 2001
- Noughts & Crosses, 2001 (dt. Himmel und Hölle, 2008)

- BBC Big Read Nummer 61
- FCBG Children’s Book Award 2002
- Sheffield Children’s Book of the Year Award 2002
- Lancashire Children’s Book of the Year Award 2002
- Wirral Children’s Paperback of the Year Award 2003
- Fantastic Fiction Award 2004

- Snow Dog (illustriert von Sami Sweeten), 2001
- Dead Gorgeous, 2002
- Jessica Strange (mit Alison Bartlett), 2002
- The Monster Crisp-Guzzler (illustriert von Sami Sweeten), 2002
- An Eye for an Eye, 2003
- Sinclair Wonder Bear (illustriert von Deborah Allwright), 2003
- The Amazing Adventures of Girl Wonder (illustriert von Lis Toft), 2003
- Cloud Busting, 2004

Nestlé Smarties Book Prize 2004 Silber
- Knife Edge, 2004 (dt. Asche und Glut)
- Checkmate, 2005 (dt. Schachmatt)
- The Deadly Dare Mysteries (illustriert von Neil Chapman), 2005
- Whizziwig and Whizziwig Returns (Wiederveröffentlichung in einer Ausgabe), 2005
- Double Cross, 2008
- Boys don’t cry, 2010
- Peacemaker, 2016

## Ehrungen
- Stockport Children’s Book of the Year Award 2000 - Key Stage 4 - Tell Me No Lies
- Stockport Children’s Book of the Year Award 1997 - Key Stage 3 - Antidote (Doubleday/Yearling)
- Excelle/Write Thing Children’s Author of the Year Award 1997
- Young Telegraph/Fully Booked Children’s Book of the Year Award 1996 - Thief!
- Prix Danube Children’s Jury Prize 2001
- Officer of the Order of the British Empire for her services to children’s literature 2008
- Aufnahme in die Anthologie New Daughters of Africa 2019
- PEN Pinter Prize 2022[2]